# Tarjei Straume
Terjei Straume, är en nutida norsk individualanarkist, antroposofist, skribent influerad av Benjamin Tucker och Rudolf Steiner. Straume har i Norge gjort sig känd för sin kamp för marijuanans legalisering.
I understand that dear Tarjei passed away on 22nd June 2021